# Blohm & Voss P 212
Le Blohm & Voss P 212 est un avion à réaction expérimental du Troisième Reich conçu par l'ingénieur aéronautique Richard Vogt. Il n'a pas de « queue » et les extrémités de sa voilure en flèche sont surmontées de deux dérives et prolongées de deux surfaces en dièdre négatif munies de gouvernes qui servent d'ailerons et de gouvernes de profondeur. Cette disposition avait été testée sur son prédécesseur, le Blohm & Voss P 208 à hélice propulsive.